# آلاما د آلمریا
آلاما د آلمریا دهستانی در استان آلمریای اسپانیا است.
در این دهستان ۳٬۲۴۱ نفر زندگی می‌کنند. مساحت این دهستان ۲۶٫۲۹ کیلومتر مربع است.